# Munitionsversenkungen in der Neustädter Bucht

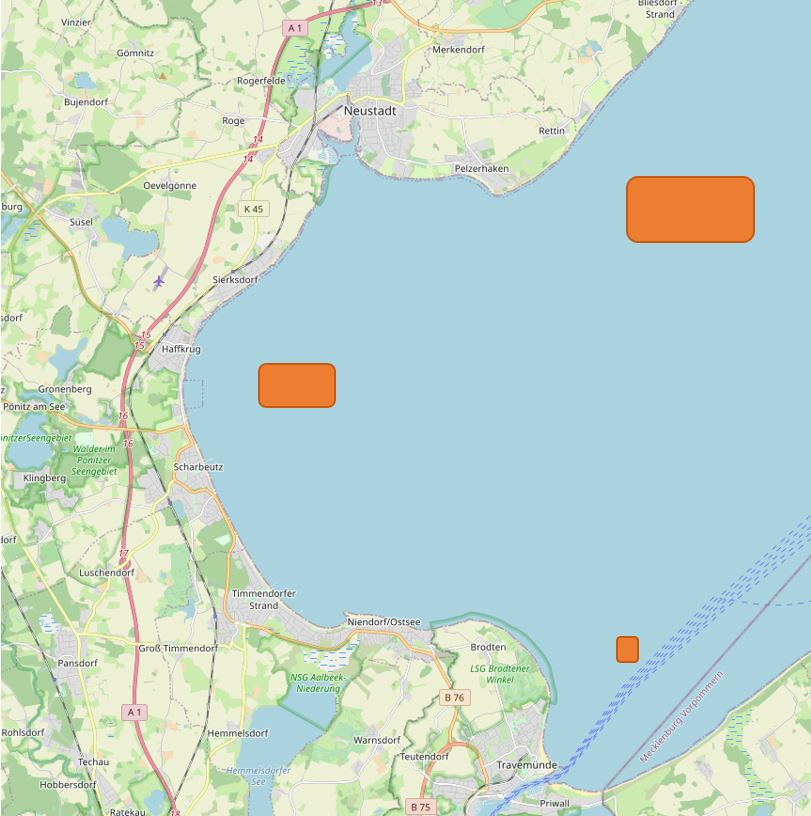
Munitionsversenkungsgebiete in der Neustädter Bucht

In den 1940er Jahren versenkten die Streitkräfte des Vereinigten Königreichs große Mengen nicht mehr benötigter Munition und chemischer Waffen in der Neustädter Bucht. Dies geschah unter großem Zeitdruck aus Angst vor nationalsozialistischen Untergrundbewegungen und Vergeltungsaktionen.

## Hintergrund
Als die Alliierten das Deutsche Reich besetzten, wurden sie mit einer großen Menge konventioneller Munition und etwa 70.000 Tonnen chemischer Kampfstoffe konfrontiert. Bereits 1944 hatten sich Spezialisten des War Office Gedanken gemacht, wie sie mit der Munition und den Fabrikationsstätten umgehen wollten. Die einzige Möglichkeit aus ihrer Sicht, um schnell große Mengen an chemischen Kampfstoffen unschädlich zu machen, war die Versenkung auf hoher See (deep sea dumping). Parallel zu den britischen Maßnahmen in den 1940ern gab es die Operation Davy Jones’ Locker der USA und die Operation Sandcastle 1955/56.

## Organisation
In Bad Oeynhausen wurde am 15. Juli 1945 das Continental Ammunition Dumping Committee (CADC) gegründet. In Lübeck hatte ein Port Commandant das militärische Kommando inne, ihm unterstellt waren die Regional Port Control Teams (RPCT) an die wiederum die Movement Control (MC) Teams und der jeweilige Port Traffic Officer (PTO) berichtete.

## Versenkungen
Von Neustadt und Lübeck aus wurden Versenkungsstellen vor
- Haffkrug auf bis zu 15 m Wassertiefe ⊙
- Pelzerhaken auf 20 m Wassertiefe, mit Hochofenschlacke abgedeckt ⊙
- Travemünde Steinriff auf 5 m Wassertiefe ⊙

angefahren.
Weitere Verdachtsflächen in der Neustädter Bucht sind:
- von Neustadt bis Versenkungsstelle Haffkrug
- von Travemünde bis Lübecker Bucht Mitte[5]

Zusätzlich zur konventionellen Munition wurde auch chemische Munition versenkt. Am 29. Oktober 1945 hält der britische Captain L. J. Hoppe an Bord des Schleppers Travemünde wie folgt fest
„Eine mit feindlicher chemischer Kampfstoffmunition beladene Klappschute wurde zur Versenkungsstelle in der Lübecker Bucht verbracht. Der Verklappungsversuch mit Hilfe einer Klappschute wurde erfolgreich durchgeführt“
(Capt L J Hoppe on board tug Travemunde accompanied hopper barge experimentally loaded with enemy CW ammo to dumping ground in Lubeck Bay. Experiment of dumping from hopper barge successfully carried out)
Über die genaue Menge der versenkten Munition herrscht noch Unklarheit. In Lübeck waren 9 Klappschuten mit einer Kapazität von 50 to bis 300 to stationiert, sodass die Menge nicht unerheblich sein dürfte, alleine auf der Versenkungsstelle Travemünde Steinriff wurde nachweislich eine Schute mit 2 cm, 3,7 cm und 4 cm Granaten versenkt. 1961 wurden 15 Metallflaschen mit Kampfmittelresten, unter anderem Phosgen, von der Stadt Lübeck in der Neustädter Bucht versenkt.
Nach vorsichtigen Schätzungen wurden von 1945 bis 1950 etwa 65.000 to Munition versenkt, davon wurden 15.000 to in den 1950er Jahren geborgen oder gesprengt, sodass eine ungefähre Restmenge von 50.000 to verbleibt.

## Bergungen
In den Jahren 1955 und 1956 wurde durch die Firma Eisen und Metall AG, Hamburg viel Munition geborgen. Das Bergen wurde nach diversen Unfällen eingestellt und danach noch für einige Zeit vom staatlichen Kampfmittelräumdienst mit dem ehemaligen Kriegsfischkutter (KFK 253) Reiner Falko durchgeführt. Anschließend erfolgte eine Räumung nur noch anlassbezogen. Von 2008 bis 2011 wurden in der Neustädter Bucht 15 Torpedos, 492 10,5 cm Artilleriegranaten, 7 Abwurfbehälter, 20 Bomben geräumt. Im September 2024 wurden vorsorgliche Bergungen begonnen, mittelfristig sollen die Munitionsaltlasten an Land entsorgt werden.